# Allophorocera cinerea
Allophorocera cinerea är en tvåvingeart som först beskrevs av Chao och Liang 1982.  Allophorocera cinerea ingår i släktet Allophorocera och familjen parasitflugor. Inga underarter finns listade i Catalogue of Life.